# Wielsbeke
Wielsbeke ist eine belgische Gemeinde in der Region Flandern mit 9.093 Einwohnern (Stand 1. Januar 2024). Neben dem namensgebenden Ort gehören noch die beiden Ortsteile Ooigem und Sint-Baafs-Vijve zur Gemeinde.

## Geografische Lage
Der Ort liegt an der Leie, 12 Kilometer (km) nordöstlich von Kortrijk, 17 km südöstlich von Roeselare, 28 km südwestlich von Gent, 34 km südsüdöstlich von Brügge und ca. 70 km westlich von Brüssel.

## Verkehr
Die nächsten Autobahnanschlüsse befinden sich bei Waregem im Osten an der A14/E17 und bei Roeselare im Westen an der A17. In Waregem, Izegem und Kortrijk befinden sich die nächsten Regionalbahnhöfe und in Gent halten auch überregionale Schnellzüge. Der nächste internationale Flughafen liegt bei der Hauptstadt Brüssel.